# 텐도 요시미
텐도 요시미(일본어: 天童よしみ, 1954년 9월 26일~)는 일본의 여성 엔카 가수이다. 본명은 요시다 요시미(吉田芳美)이며, 원래 발음은 텐도 보다는 텐도오에 더 가깝다.

## 경력
일본 와카야마현 다나베시에서 태어났으며, 어릴 적 오사카부 야오시로 이사하여 현재까지도 그 곳에서 살고 있다. 어릴 때부터 노래를 잘해 동네에서 유명했으며, 중학생이던 1970년에 후지 TV 계열 방송국에서 방송한 애니메이션 《시골뜨기 대장(いなかっぺ大将)》의 주제가 《다이쨩 수세기 노래(大ちゃん数え唄)》를 부르기도 하였다. 이후 1972년 요미우리 TV 방송에서 주최한 '전일본 가요 선수권'에서 10주 연속 우승을 차지하였으며, 이때 심사위원으로 있던 작사가 다케나카 츠토무(竹中 労)가 작사한 《바람이 분다(風が吹く)》로 정식 데뷔하였다. 이때 다케나카가 그녀에게 붙여준 예명이 '텐도 요시미'(天童よしみ)이다.
그러나 그 후 10여년이 넘도록 히트곡을 내지 못하며 고생을 하게 된다. 그러다가 1985년에 발표한 《톤보리(도톤보리)인정》이 유선방송 등에서 히트를 하였다. 이후 1993년 《술 인연(酒きずな)》으로 NHK 홍백가합전에 처음으로 출연하였으며, 1996년 한국의 진도를 무대로 한 《진도 이야기(珍島物語)》가 판매량 130만매를 넘기면서 부동의 위치를 확립하게 된다.
1993년부터 NHK 홍백가합전에 출연 중이며, 2004년에는 NHK에서 전 시청자를 대상으로 실시한 '홍백가합전에 꼭 출연했으면 하는 가수' 의 앙케이트 조사에서 여성 팀 1위를 차지하였다.

## 대표곡
- 《다이짱 수세기 노래 (大ちゃん数え唄)》(1970년)
- 《톤보리(도톤보리)인정 (道頓堀人情)》(1985년)
- 《술 인연 (酒きずな)》(1993년)
- 《진도 이야기 (珍島物語)》(1996년)
- 《인생 차분히 (人生しみじみ)》(1998년)
- 《북녘의 등불 (北のともしび)》(1998년) - 이츠키 히로시(五木ひろし)와의 듀엣곡
- 《새벽 (夜明け)》(2000년)
- 《봄이 왔다 (春が来た)》(2001년)
- 《당신의 하나미치 (あんたの花道)》(2002년)
- 《아름다운 옛날 (美しい昔)》(2003년) - 베트남의 노래 'Diễm xưa' 번안곡
- 《울긴 왜 울어 (なんで泣く)》(2007년) - 나훈아의 '울긴 왜 울어' 번안곡 등

## 출연 작품

### 영화
- 《배드 랜드 (悪い土地)》(2023년)